# Нарвский железнодорожный мост
Нарвский железнодорожный мост (эст. Narva raudteesild) — единственный действующий железнодорожный мост через реку Нарва на железнодорожной линии Таллинн — Санкт-Петербург. Современный мост, возведённый в 1947 году, является третьей по счёту конструкцией на одном и том же месте. Его длина составляет 147 м.

## История

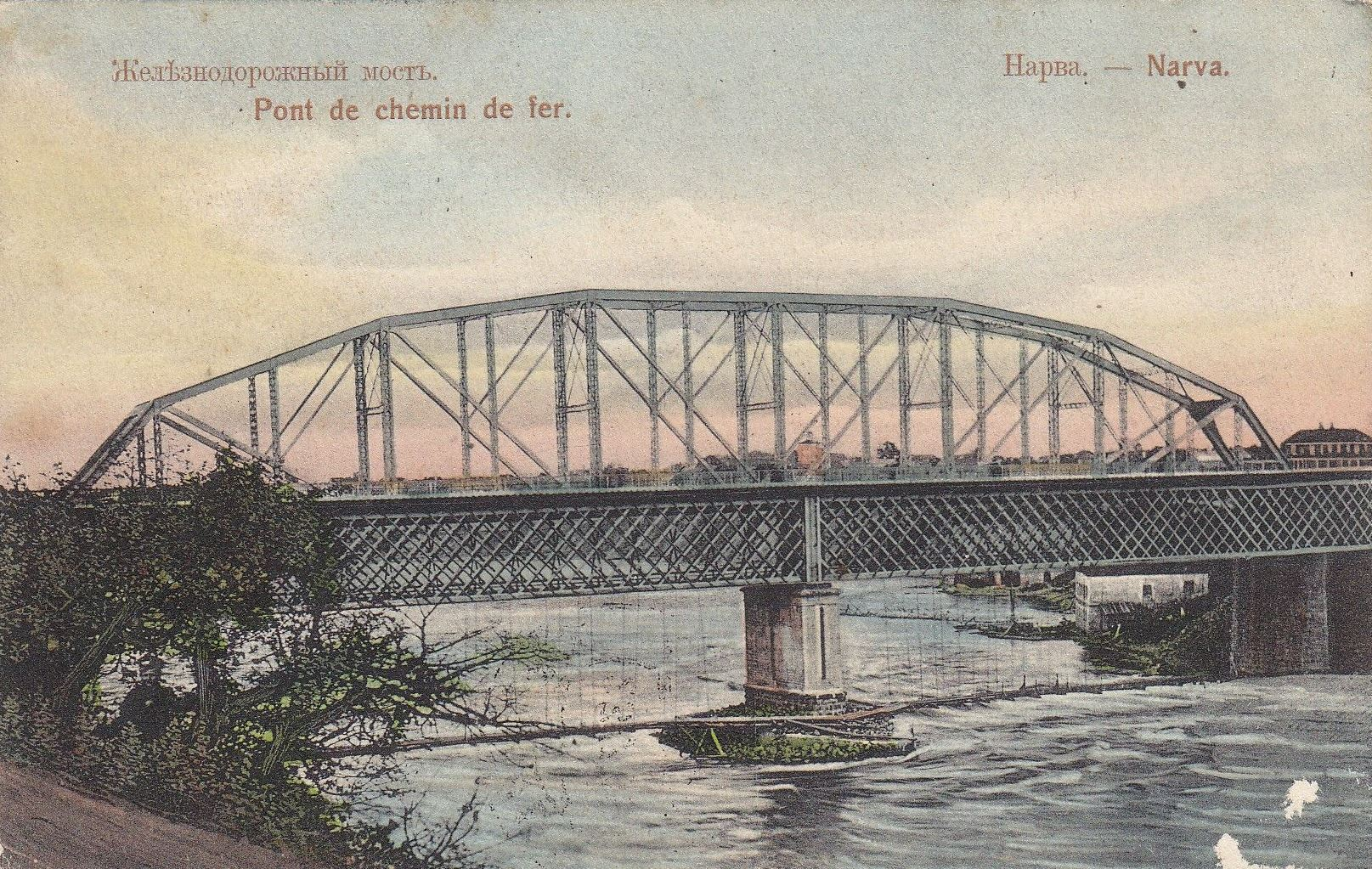
Мост 1869 года (на первом плане) и мост 1902 года (на заднем плане). Под мостом виден подвесной пешеходный переход.

Первый Нарвский железнодорожный мост был построен в 1869 году. В 1902 году ниже по течению был построен ещё один мост, который был более основательным[уточнить]. Однако оба моста были взорваны в ходе военных действий времён революции, интервенции и Гражданской войны. Мосты были подорваны 28 ноября 1918 года отступающими немцами, а после начала Январского контрнаступления Эстонской армии, солдаты Красной армии вновь взорвали восстановленный мост 19 января 1919 года. В апреле 1920 года был восстановлен временный железнодорожный мост. После заключения Тартуского мирного договора мост оказался целиком на территории Эстонии и использовался до тех пор, пока в 1924 году не появился новый железнодорожный мост.
Строительство нового моста было начато в 1921 году по заказу властей независимой Эстонии. Возглавил проект профессор А. Пшеницкий. Он был построен в том же месте, где был предыдущий российский мост 1902 года. 12 декабря 1923 года государственный старейшина Константин Пятс открыл новый железнодорожный мост длиной 107 м (110 м, по другим источникам) и общей длиной 150 м на железнодорожной линии. Строительство самой железной дороги было проектом Британско-балтийского завода. Работу возглавил профессор Оттомар Мэддисон. Мост стоил 40 миллионов марок. Это был последний стальной мост в Эстонии, после этого мосты возводились в основном из железобетона. Это был также первый крупный строительный проект независимой Эстонской республики, который осуществлялся в основном местными силами. 17 августа 1941 года мост был разрушен отступающей Красной армией. В реку было спущено более 80 единиц подвижного состава, которые не было возможности эвакуировать в тыл. Когда немцы приступили к восстановлению моста, минёры старшего лейтенанта А. И. Максимова осуществили подрыв ранее заложенной ими у основания одной из опор радиоуправляемой мины. Опасаясь дальнейших взрывов, противник отказался от продолжения восстановительных работ и в течение 8 месяцев переправлял грузы через реку с помощью канатной дороги. На протяжении зимы 1941—1942 гг. для восстановления моста из Германии были завезены металлоконструкции. 
Существующий мост был построен в 1947 году советскими властями. Ввиду пересмотра границы между союзными республиками, мост стал трансграничным. С 1991 года его пересекает российско-эстонская граница.
Идущая под Нарвским железнодорожным мостом улица названа улицей Железнодорожного моста (эст. Raudteesilla).

## В филателии
25 октября 2012 года Почта Эстонии (Eesti Post) выпустила серию марок (почтовые марки № 524—526) на тему «Железнодорожные мосты». Это была совместная публикация Эстонии, Латвии и Литвы, в которой, помимо Нарвского моста, был показан ещё один мост в Царникаве в Латвии и Лидувенайский мост в Литве.

## Фотографии

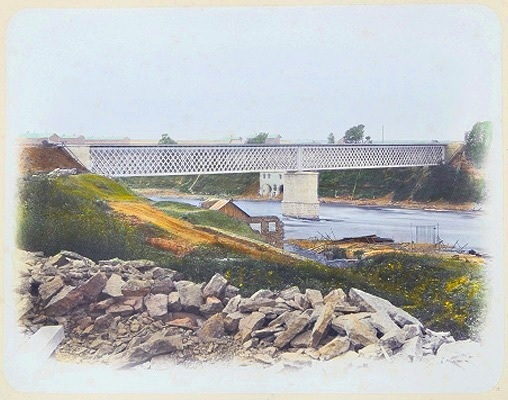
Первый железнодорожный мост в конце XIX века
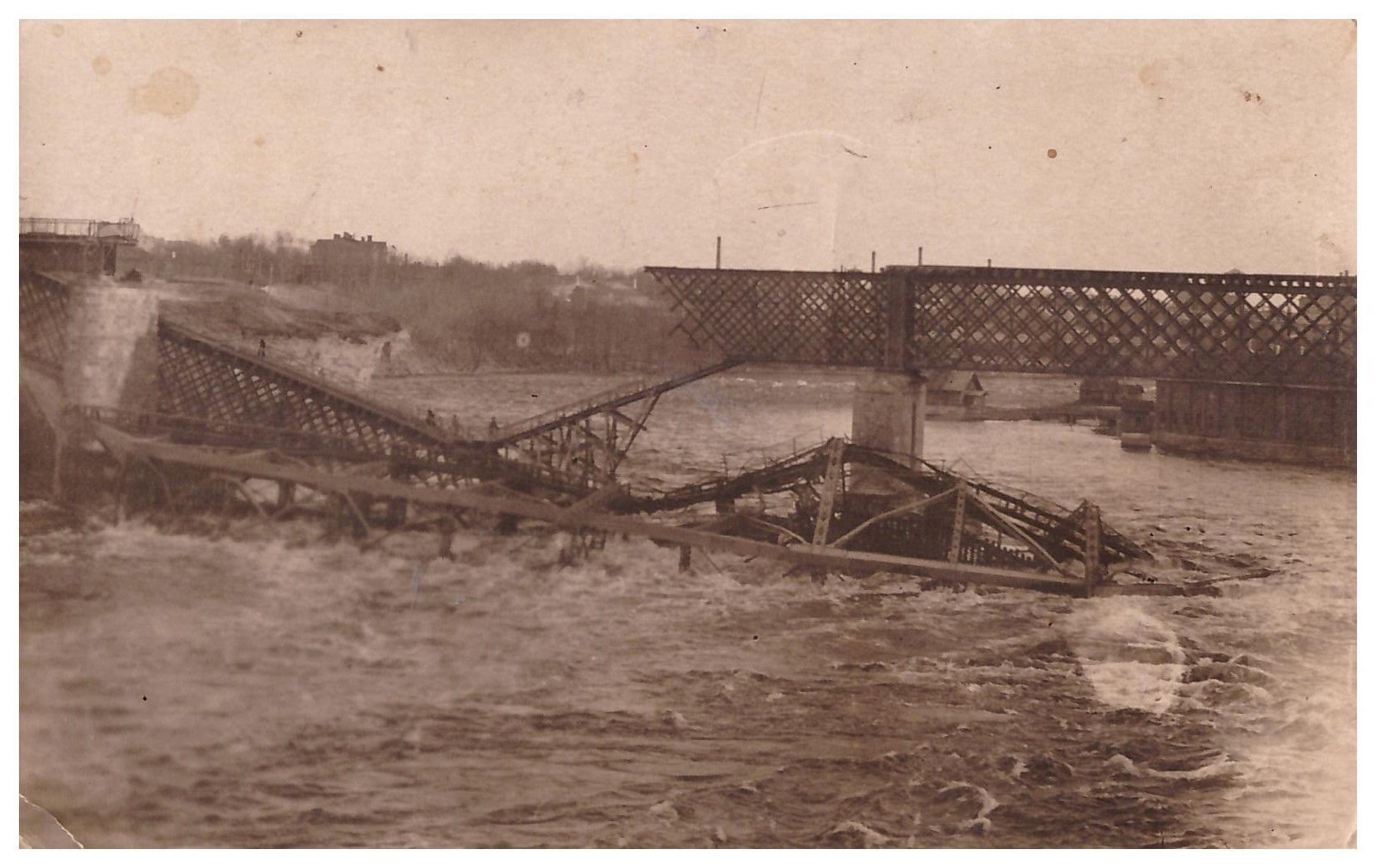
Подорванные мосты примерно в 1919 году
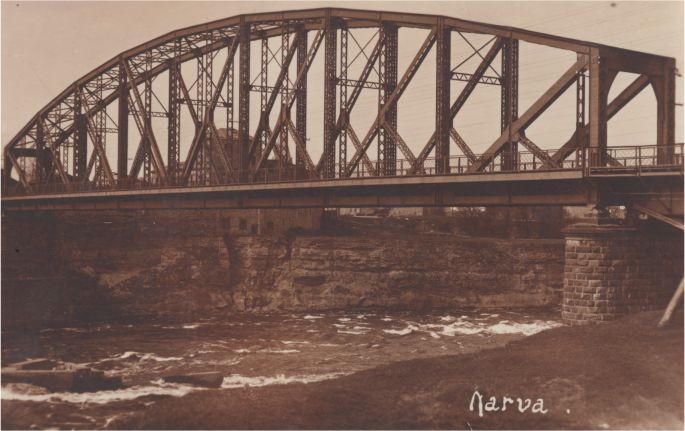
Новый мост в 1923 году